# إل. س. روبنسون
إل. س. روبنسون (بالإنجليزية: L. C. Robinson)‏ هو مغني أمريكي، ولد في 1915 في برينهام في الولايات المتحدة، وتوفي في 1976 في بيركيلي في الولايات المتحدة بسبب نوبة قلبية.

## وصلات خارجية
- إل. س. روبنسون على موقع ميوزك برينز (الإنجليزية)
- إل. س. روبنسون على موقع ديسكوغز (الإنجليزية)